# Archidiocèse de Split-Makarska
L'archidiocèse de Split-Makarska (en latin : archidioecesis Spalatensis-Macarscensis ; en croate : Splitsko-makarska nadbiskupija) est une Église particulière de l'Église catholique en Croatie.

## Histoire
Le diocèse de Salona est érigé au IIIe siècle. Son premier évêque connu est saint Venance, martyr en 257.
Au Ve siècle, le diocèse est élevé au rang d'archidiocèse métropolitain pour la Dalmatie, l'Istrie et l'Épire.
Au concile de Salone de 533, l'archidiocèse de Salona compte neuf diocèses suffragants : Arba, Zara, Skradin, Narona, Épidaure (aujourd'hui, Cavtat), Martar ou Ad Matrices, Bistue, Sisak et Baloe ou Baroe. Le concile crée trois autres diocèses suffragants : Ludrum, Sarsenterum et Mascara.
Au VIIe siècle, la ville de Salona est en ruine et le siège est transféré à Split.
Au Xe siècle, l'archevêque de Split prend le titre de primat de Dalmatie et de Croatie.
Aux XIe et XIIe siècles, la province ecclésiastique de Split est réduite : en 999, Raguse est élevé au rang d'archidiocèse métropolitain puis, 1034, Antivari ; enfin, par la bulle Licet universalis du 15 octobre 1154, le pape Anastase IV élève le diocèse de Zadar au rang d'archidiocèse métropolitain avec, pour suffragants, les diocèses de Veglia, Ossero, Arbe et Lesina.
Par une bulle du 25 février 1155, le pape Adrien IV rattache la province ecclésiastique de Zadar à la juridiction primatiale du patriarcat de Grado.
En 1636, la Rote romaine reconnaît à Venise la primatie sur les provinces ecclésiastiques de Zadar et de Raguse puis, en 1690, le pape Alexandre VIII concède au sénat de la république de Venise le droit de nommer les évêques et archevêques de Dalmatie.
Par la bulle Locum beati Petri du 30 juin 1828, le pape Léon XII unit le diocèse de Makarska, érigé en 533, à celui de Split.
Par la constitution apostolique Qui vicariam du 27 juillet 1969, le pape Paul VI élève le diocèse au rang d'archidiocèse métropolitain.

## Suffragants et province ecclésiastique
Siège métropolitain, l'archidiocèse de Split-Makarska a pour suffragants les quatre diocèses de Dubrovnik, Hvar (it), Kotor et Šibenik (it). L'ensemble forme la province ecclésiastique de Split-Makarska.

## Cathédrales
La cathédrale Saint-Domnius de Split, dédiée à saint Domnion, est la cathédrale de l'archidiocèse.
La cathédrale Saint-Pierre de Split, dédiée à l'apôtre Pierre, est la cocathédrale de l'archidiocèse.

## Évêques de Split-Makarska
- 1830-1837 : Pavao Klement Miošić
- 1839-1839 : Benigno Alberini
- 1840-1843 : Giuseppe Godeassi
- 1844-1865 : Luigi Pini
- 1866-1889 : Marco Calogera
- 1889-1910 : Filippo Francesco Nakic
- 1911-1917 : Antonio Gjivojc
- 1918-1921 : Giorgio Caric
- 1923-1954 : Quirino Clemente Bonefacic
- 1960-1969 : Frane Franić

## Archevêques de Split-Makarska
- 1969-1988 : Frane Franić
- 1988-2000 : Ante Jurić
- 2000-2022 : Marin Barišić
- 2022-2023 : Dražen Kutleša
- depuis 2023 : Zdenko Križić